# John Alexander Douglas McCurdy
Pour les articles homonymes, voir McCurdy.
John Alexander Douglas McCurdy (2 août 1886 – 25 juin 1961) est un ingénieur, pionnier de l'aviation canadien et le 20e lieutenant-gouverneur de Nouvelle-Écosse de 1947 à 1952.
Le 23 février 1909, il est à l'origine du premier vol au Canada d'un appareil plus lourd que l’air. C'est à Baddeck en Nouvelle-Écosse qu'il signe cette performance, avec un appareil biplan baptisé « Silver Dart », soit un vol de 800 m au-dessus du lac Bras d'Or.

## Biographie
John Alexander Douglas McCurdy est né le 2 août 1886 à Baddeck en Nouvelle-Écosse. Il étudie à l'université de Toronto et en sort avec un diplôme d'ingénieur en mécanique en 1906.

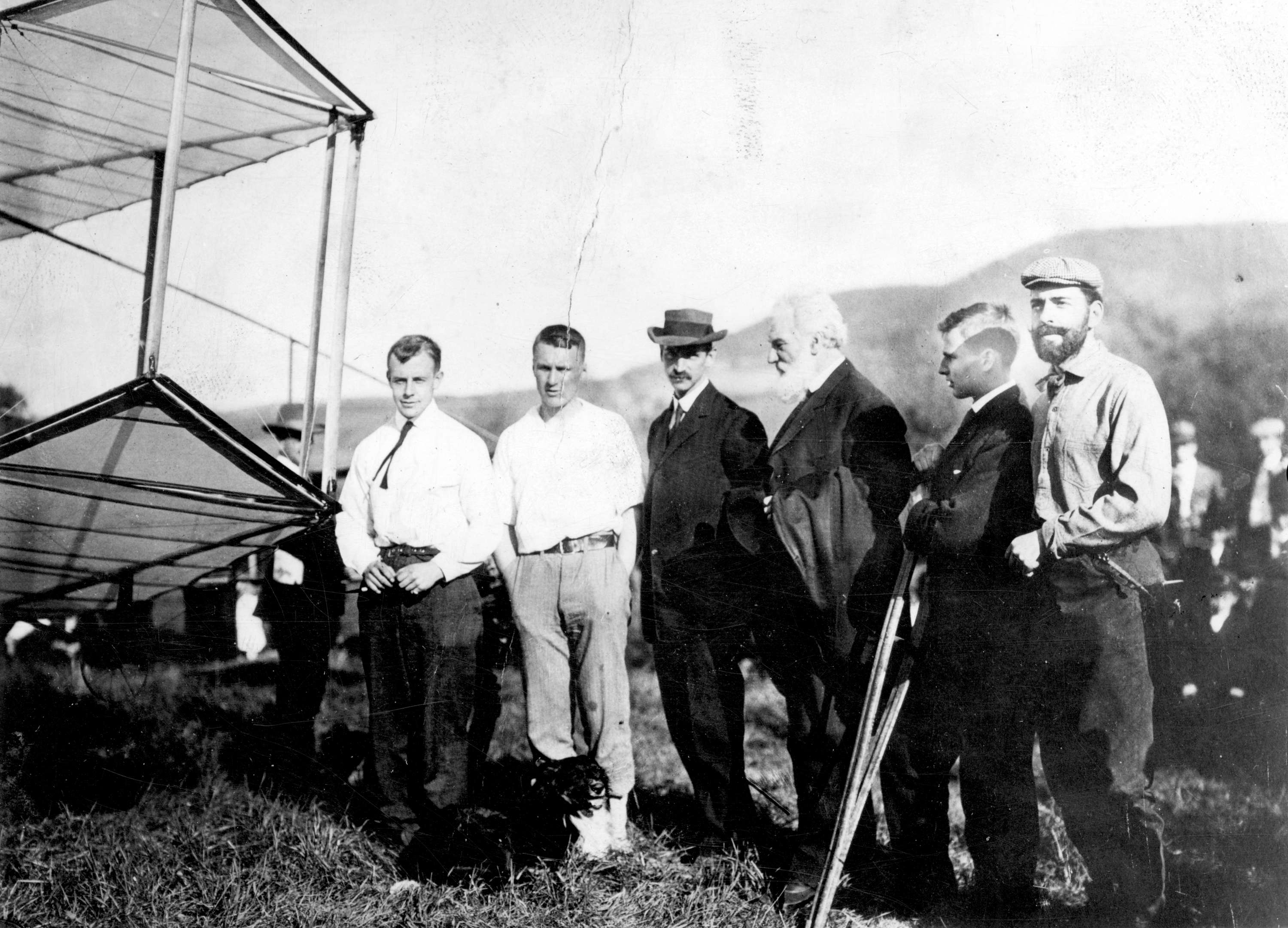
L'Aerial Experiment Association en 1909 avec de gauche à droite, Casey Baldwin, Thomas Selfridge, Glenn Curtiss, Alexander Graham Bell, John McCurdy et Augustus Post.

Avec Alexander Graham Bell et Frederick Walker Baldwin (en), il contribue à fonder en 1907 l'Aerial Experimental Association dont le but est de développer des machines volantes motorisées capables de transporter un homme. Le 23 février 1909, McCurdy  fait voler le Silver Dart au-dessus du lac Bras d'Or gelé, à Baddeck, sur une distance d'environ 800 m à une hauteur d'entre 3 et 9 m, et devient ainsi le premier sujet britannique à effectuer un vol propulsé plus lourd que l'air dans tout l'Empire et la neuvième personne au monde à voler.
En 1910, il devient le premier Canadien à obtenir une licence de pilote et effectue en 1911 le premier vol au-dessus de l'océan, en rejoignant Cuba depuis la Floride.
Avec William George Barker et Billy Bishop, il fonde en 1928 la Reid Aircraft Company à Montréal qui fusionne l'année suivante, devenant la Curtiss-Reid Aircraft Company et dont il est le premier président. Pendant la Seconde Guerre mondiale, il est conseiller auprès des gouvernements du Commonwealth et contribue à mettre en place le British Commonwealth Air Training Plan.
McCurdy est nommé lieutenant-gouverneur de Nouvelle-Écosse en 1947 par le premier ministre canadien Mackenzie King, poste qu'il occupe jusqu'en 1952.
Il reçoit en 1959 le trophée McKee pour sa contribution au développement de l'aviation canadienne.
J. A. D. McCurdy passe les dernières années de sa vie à Montréal où il meurt le 25 juin 1961.

## Hommages
En 2009, l'aéroport de Sydney en Nouvelle-Écosse a été renommé en son honneur.